# Hwarangdae (métro de Séoul)
Hwarangdae (en coréen : 한국어) est une station de la ligne 6 du métro de Séoul. Elle est située dans l'arrondissement de Nowon-gu, à Séoul en Corée du Sud.

## Services aux voyageurs

### Desserte

Installations
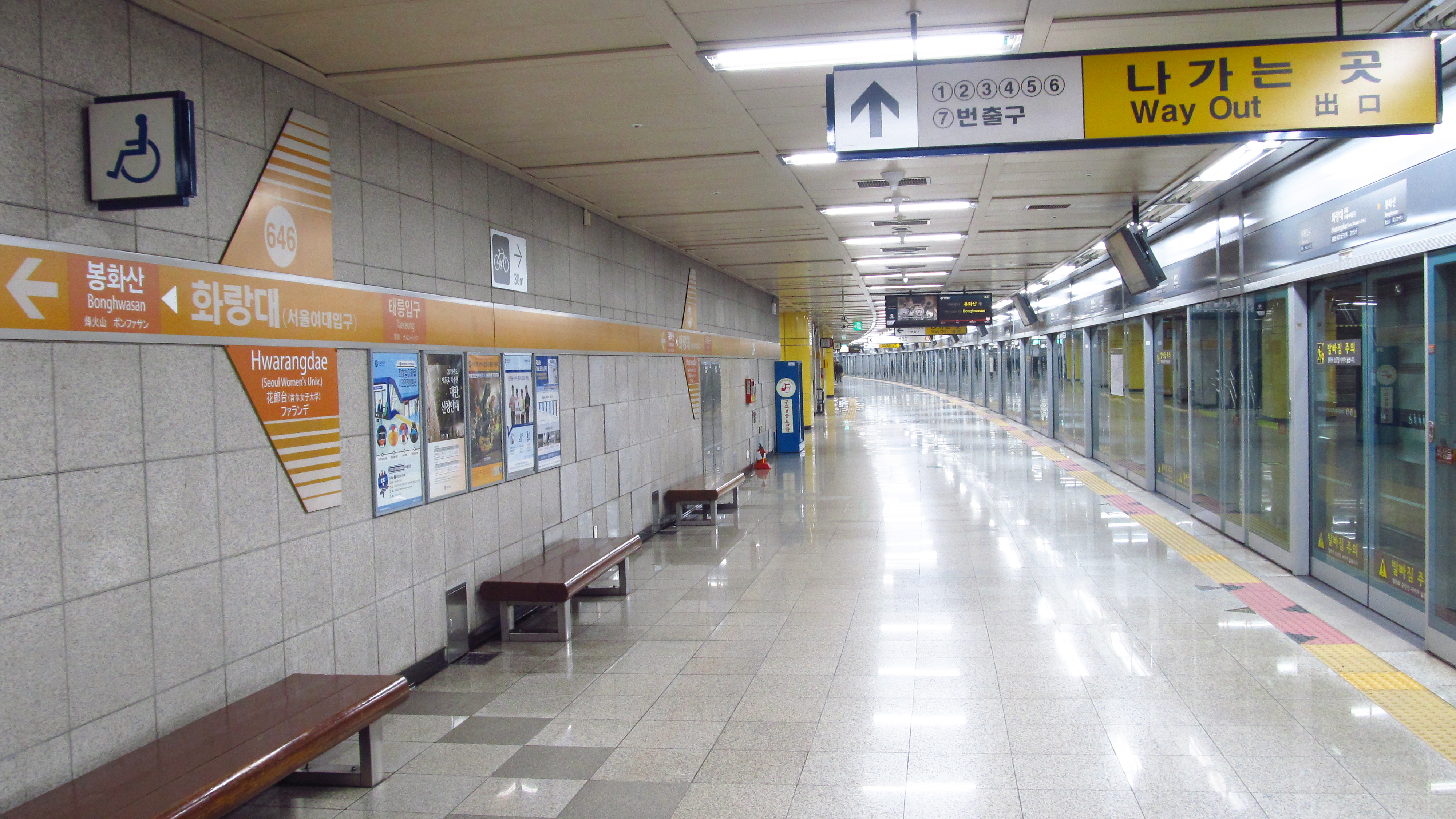
En 2018.
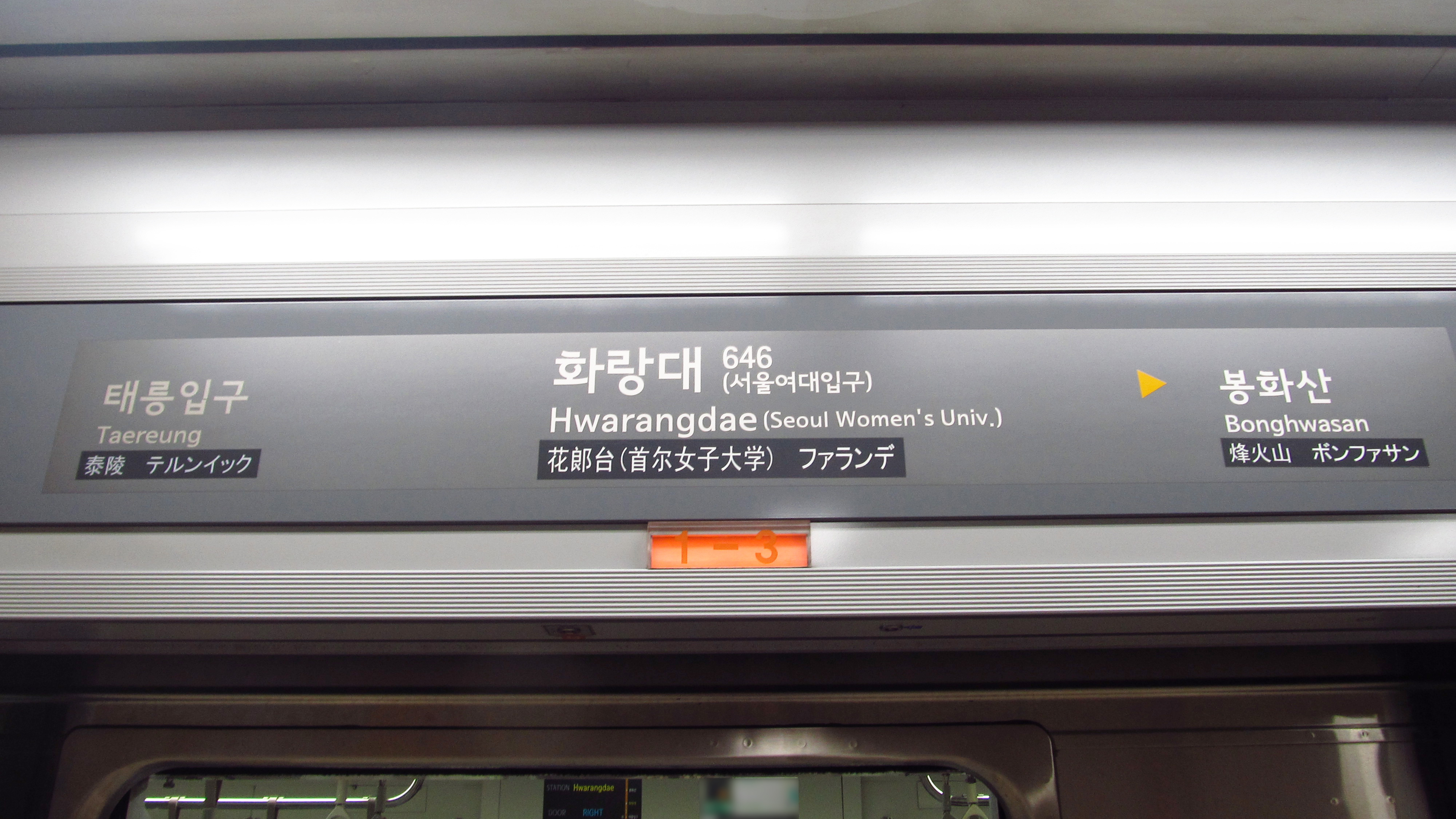
En 2018.
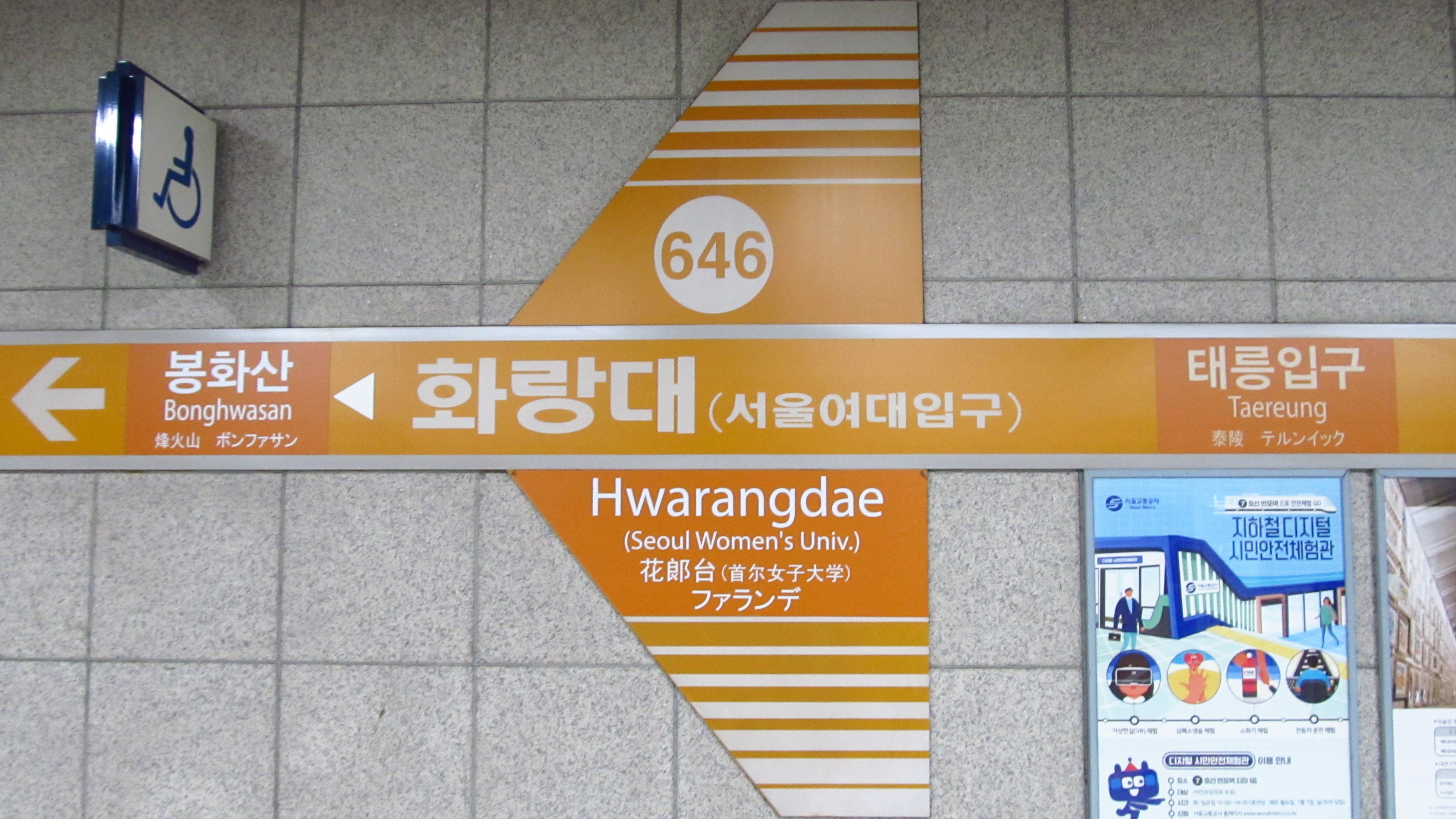
En 2018.

## À proximité
La station est un des points de départs des randonnées du trail de Séoul. Elle dessert le premier tronçon, Suraksan-Buramsan, conduisant au point culminant des montagnes entourant la capitale, le Buramsan. Cet accès aux montagnes par les transports en commun a été donné en exemple par l'association environnementaliste internationale Mountain Wilderness.